# Route 61 (Islande)
Pour les articles homonymes, voir Route 61.
La Route 61 (Þjóðvegur 61) ou Djúpvegur est une route située dans la région des Vestfirðir qui relie Bolungarvík à la route 60, en passant par Ísafjörður et Hólmavík. Son nom Djúpvegur signifiant "la route du Djúp", provient du fait que la route longe durant une grande partie de sa longueur le fjord Ísafjarðardjúp appelé plus simplement le Djúp.
Un tunnel, qui a une longueur de 5 156 mètres, permet de raccourcir le trajet entre Bolungarvík et Hnífsdalur depuis 2010.

## Trajet
- Bolungarvík
- Tunnel de Bolungarvík (Bolungarvíkurgöng)
- Hnífsdalur
- Ísafjörður
  -  -  vers Þingeyn
- Súðavík
  -  -  vers le glacier Drangajökull
  -  -  vers la route 60
  -  -  vers Drangsnes
- Hólmavík
  -  -  vers Borðeyri et Route 1
- Route 60 près de Króksfjarðarnes